# Спирино (Красноярский край)
Спирино — посёлок в Манском районе Красноярского края. Входит в состав Колбинского сельсовета.

## География
Посёлок находится в центральной части края, в лесостепной зоне, на правом берегу реки Кувай, на расстоянии приблизительно 69 километров (по прямой) к юго-западу от Шалинского, административного центра района. Абсолютная высота — 471 метр над уровнем моря.
Климат
Климат характеризуется как резко континентальный, с продолжительной морозной зимой и коротким тёплым летом. Средняя температура воздуха самого тёплого месяца (июля) составляет 19,1 °C (абсолютный максимум — 36 °C); самого холодного (января) — −18,2 °C (абсолютный минимум — −53 °C). Продолжительность безморозного периода не превышает 83 дней. Среднегодовое количество атмосферных осадков составляет 454 мм, из которых 369 мм выпадает в период с апреля по октябрь.

## История
Основано в 1910 году. По данным 1926 года в деревне Спирина имелось 13 хозяйств и проживало 74 человека (37 мужчин и 37 женщин). В национальном составе населения того периода преобладали русские. В административном отношении входила в состав Кувайского сельсовета Манского района Красноярского округа Сибирского края.

## Население
| 2010 |
| ---- |
| 12   |

Половой состав
По данным Всероссийской переписи населения 2010 года в гендерной структуре населения мужчины составляли 58,3 %, женщины — соответственно 41,7 %.
Национальный состав
Согласно результатам переписи 2002 года, в национальной структуре населения русские составляли 100 % из 17 чел.